# Bandobena apicalis
Bandobena apicalis là một loài bướm đêm trong họ Geometridae.